# (5393) Goldstein
(5393) Goldstein (1986 ET) – planetoida z pasa głównego asteroid okrążająca Słońce w ciągu 3,58 lat w średniej odległości 2,34 j.a. Odkryta 5 marca 1986 roku.